# Three Kings – Es ist schön König zu sein
Three Kings – Es ist schön König zu sein ist ein im Jahr 1999 erschienener satirischer Kriegsfilm mit George Clooney, Mark Wahlberg und Ice Cube. Der Film spielt wenige Tage nach der Beendigung des Zweiten Golfkrieges durch die Unterzeichnung einer Waffenstillstandsvereinbarung.

## Handlung
Die US-amerikanischen Reservisten Troy Barlow, Chief Elgin und Conrad Vig finden kurz nach Ende des zweiten Golfkrieges bei der Durchsuchung eines irakischen Kriegsgefangenen eine Karte, die zu einem riesigen Schatz mitten in einem irakischen Dorf führen soll. Von dem Wunsch getrieben, nicht mit leeren Händen in die USA zurückzukehren, entfernen sie sich gemeinsam mit dem kampferfahrenen Special Forces-Soldaten Major Archie Gates heimlich aus dem Lager und machen sich auf den Weg zu besagtem Dorf. Dort finden sie nach einiger Zeit den Schatz, bei dem es sich um das Gold von Saddam Hussein handelt, das dieser aus Kuwait gestohlen hatte. Die anwesenden irakischen Soldaten helfen beim Verladen des Diebesgutes, damit die US-Soldaten möglichst schnell das Dorf verlassen, denn ihre primäre Aufgabe sieht das irakische Militär nicht in der Verteidigung der Besitztümer Saddam Husseins, sondern in der Vermeidung eines Volksaufstandes.
Beim Aufbruch kommt es zu einem kurzen Feuergefecht, bei dem ein irakischer Soldat eine gefangene irakische Zivilistin erschießt. Die US-Soldaten fliehen gemeinsam mit den befreiten irakischen Gefangenen, werden auf der Flucht jedoch mit CS-Gas-Granaten beschossen, wodurch sie auf Landminen fahren und mit ihren Fluchtfahrzeugen verunglücken. Barlow wird gefangen genommen und in der örtlichen Festung verhört, die übrigen Flüchtlinge können mit Hilfe einheimischer Widerstandskämpfer mit dem gestohlenen Gold entkommen. Gemeinsam mit diesen Rebellen und einigen Flüchtlingen täuschen Gates, Elgin und Vig einen Besuch Saddam Husseins an der Festung der Iraker vor. Die verschreckten Wachen glauben, Hussein komme, um sie zu bestrafen, und sie fliehen aus Angst vor ihrem Präsidenten, so dass Barlow befreit werden kann. Bei einem darauffolgenden Feuergefecht mit zurückkehrenden Wachen wird Barlow schwer, Vig tödlich verletzt.
Die US-Amerikaner entschließen sich dazu, die Flüchtlinge in den Iran zu bringen, werden aber kurz vor dem Grenzübergang von US-amerikanischer Militärpolizei aufgehalten, die Gates, Barlow und Elgin, die sich auf eigene Faust von ihrer Einheit entfernt hatten, festnimmt. Die zivilen Flüchtlinge werden von irakischen Grenzsoldaten in einen Pferch gesperrt, und Gates fürchtet nun, dass sie nach dem Abzug der US-Amerikaner getötet werden. Gates, Barlow und Elgin entscheiden sich dafür, das Versteck des von ihnen gestohlenen Goldes preiszugeben, damit die US-amerikanische Militärpolizei Sorge dafür trägt, dass die Flüchtlinge das Land verlassen können. Sie selbst werden nach der Sicherstellung des Goldes ehrenhaft aus dem Dienst entlassen. Schließlich berichten die Medien, der Irak habe das Gold an Kuwait zurückgegeben, ein Teil des Goldes wäre jedoch bis heute verschollen geblieben.

## Synchronisation
Die deutsche Synchronisation entstand nach einem Dialogbuch von Markus Engelhardt und unter der Dialogregie von Frank Schaff im Auftrag der Interopa Film GmbH, Berlin.
| Schauspieler   | Rollenname     | Synchronsprecher |
| -------------- | -------------- | ---------------- |
| George Clooney | Archie Gates   | Detlef Bierstedt |
| Mark Wahlberg  | Troy Barlow    | Oliver Mink      |
| Ice Cube       | Chief Elgin    | Tobias Meister   |
| Spike Jonze    | Conrad Vig     | Bernhard Völger  |
| Cliff Curtis   | Amir Abdullah  | Tayfun Bademsoy  |
| Nora Dunn      | Adriana Cruz   | Heike Schroetter |
| Jamie Kennedy  | Walter Wogeman | Stefan Krause    |

## Hintergrund
Der Film wurde in Phoenix, Tucson und Casa Grande in Arizona sowie Calexico und Niland in Kalifornien gedreht. Weitere Aufnahmen entstanden in Mexiko. Die Dreharbeiten begannen am 12. November 1998 und endeten am 15. Februar 1999. Die Produktionskosten wurden auf rund 48 Millionen US-Dollar geschätzt. Andere Quellen sprechen von 75 Millionen Dollar. Am 27. September 1999 feierte der Film seine Weltpremiere in den USA und war ab dem 1. Oktober 1999 in den US-amerikanischen Kinos zu sehen. In Deutschland lief er am 10. Februar 2000 in den Kinos an. In der Schweiz war er ab dem 2. März 2000 zu sehen. Am Eröffnungswochenende spielte der Film in den USA über 15,8 Millionen US-Dollar ein und kam auf Gesamteinnahmen in den USA in Höhe von über 60,6 Millionen US-Dollar. An den deutschen Kinokassen wurden bis Ende des Jahres 2000 über 850.000 Zuschauer gezählt. Weltweit nahm der Film so rund 108 Millionen US-Dollar ein.
Bei dem am Ende des Films laufenden Song handelt es sich um „In God’s Country“ vom Album The Joshua Tree der irischen Band U2.

## Kritik
Der Film erhielt überwiegend positive Kritiken und erreichte bei Rotten Tomatoes eine Bewertung von 93 %, basierend auf 129 Kritiken. Bei Metacritic konnte ein Metascore von 82, basierend auf 34 Kritiken, erzielt werden.
Das Lexikon des internationalen Films schreibt, der Film sei „eine im Grenzbereich von Realismus und Absurdität angesiedelte Darstellung des modernen Kriegs zwischen High Tech, politischer Konfusion, ökologischem Desaster und eingefleischter Konsum-Ideologie. Ein hintergründiges satirisches Paradestück auf den Spuren von Robert Altman und Richard Lester.“
Carsten Baumgardt von Filmstarts urteilt, der Film sei ein „knallbunter Bildersturm“, der sich keinem der Genres „Satire, Kriegsdrama oder Actionfilm“ gänzlich unterordnen will. „Die verschiedenen Elemente, die durchaus ihren Reiz haben, verbinden sich nie zu einem homogenen Ganzen.“ Three Kings wurde mit 3 von 5 Punkten bewertet.
Cineclub.de urteilt, „»Three Kings« beschreibt ziemlich authentisch die damaligen Ereignisse und die Situation nach dem Golfkrieg. Die Geschichte wird spannend und mit einem bitterbösen Galgenhumor erzählt. Auf den für Hollywood typischen Patriotismus wird aber weitgehend verzichtet. Wesentlich typischer für Hollywood sind jedoch die hervorragenden Actionszenen und das originelle Ende des Films.“ Der Film erhielt eine Wertung von 81 %.
Filmering.at resümiert: „Mit schier unmöglichen Ideen prangert David O. Russell die Aberwitzigkeit des Krieges an, rechnet mit Schaum schlagenden Soldaten, den Medien und mangelhafter Entschlusskraft ab – auf diese Art sicher einmalig. Wer sich von guter Action unterhalten lassen will, an experimentierfreudigen Inszenierungen seinen Spaß hat, sowie lachen und nachdenken möchte, ist hier richtig.“ Der Film wurde mit 8 von 10 Punkten bewertet.
Die Filmbewertungsstelle Wiesbaden verlieh der Produktion das Prädikat wertvoll.

## Auszeichnungen
Three Kings wurde 1999 bei den Boston Society of Film Critics Awards als bester Film und David O. Russell als bester Regisseur ausgezeichnet.
Der Film gewann im Jahr 2000 einige Auszeichnungen, wie den Blockbuster Entertainment Award für das beste Actionteam (Mark Wahlberg, George Clooney, Ice Cube) und den Political Film Society Award für Frieden. Spike Jonze wurde im selben Jahr von der Broadcast Film Critics Association als Breakthrough Artist für seine Darstellung in Three Kings sowie Being John Malkovich ausgezeichnet, während David O. Russell für sein Drehbuch bei den PEN Center USA West Literary Awards geehrt wurde.
Zwischen 1999 und 2001 wurde der Film sowie seine Darsteller und die Filmcrew für diverse weitere Filmpreise nominiert.